# لاکهید هادسن
لاکهید هادسِن (به انگلیسی: Lockheed Hudson) یک هواگرد ساخت کارخانهٔ لاکهید کورپوریشن در ایالات متحده است که در سال ۱۹۳۸–۱۹۴۳ تولید شد. این هواگرد برای نخستین بار روز ۱۰ دسامبر سال ۱۹۳۸ به پرواز درآمد. نخستین استفاده‌کنندهٔ این هواگرد نیروی هوایی بریتانیا بود.

## تاریخچه عملیاتی

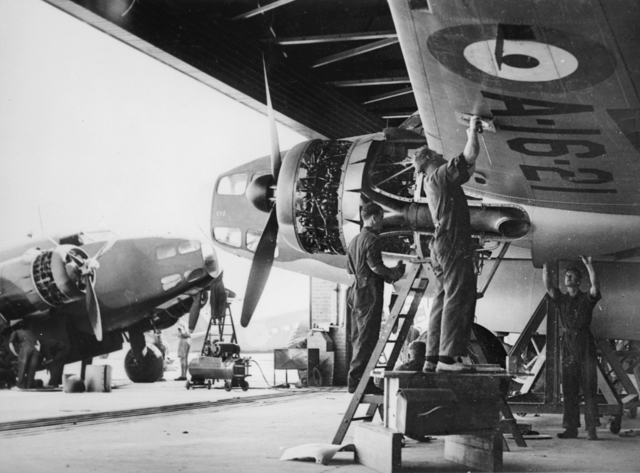
لاکهید هادسِن

### نیروی هوایی بریتانیا
هواگردهای هادسن در جریان جنگ جهانی دوم توسط نیروی هوایی بریتانیا در عملیات‌های ضدزیردریایی و شناسایی در جبهات مختلفی از جمله آفریقا و مدیترانه به‌کارگرفته شد. با توجه به این که برد رفت‌وبرگشت هواگردهای آنسن به سواحل نروژ در آن سوی دریای شمال نمی‌رسید، هواگردهای هادسن پیش از جنگ در این مسئولیت قرار گرفتند. در روزهای آغازین جنگ وظیفه اصلی هواگردهای هادسن جلوگیری از خروج شناورهای سطحی کریگس‌مارینه از دریای شمال و ورود آن‌ها به اقیانوس اطلس بود. در این زمان، یک هواگرد هادسن از اسکادران ۲۲۴ با ساقط ساختن یک قایق پرنده دورنیه دو ۱۸ لوفت‌وافه در روز ۸ اکتبر سال ۱۹۳۹ هنگام گشت‌زنی بر فراز یوتلاند، احتمالاً نخستین پیروزی هوایی نیروی هوایی بریتانیا از جزیره بریتانیا در مقابل دشمن را رقم زد.
روز ۳۱ ژانویه سال ۱۹۴۰ چهارده هادسن به عنوان نخستین هواگردهای فرماندهی ساحلی نیروی هوایی بریتانیا به رادار هوا به سطح شناسایی شناورها مجهز شدند. این تجهیزات امکان یافتن موقعیت او-بوت‌های آلمانی را در شب و شرایط بد دید فراهم می‌آورد. ماه فوریه همان سال یک هواگرد هادسن از اسکادران ۲۲۰ نفت‌کش آلمانی آلتمارک را در آب‌های نروژ شناسایی کرد که منجر به حادثه آلتمارک شد.
پس از سقوط فرانسه دو اسکادران هادسن به ایرلند شمالی منتقل شد تا نیروی ضد زیردریایی را تقویت کند. تعدادی از این هواگرد در شکار نبردناو آلمانی بیسمارک در ماه آوریل سال ۱۹۴۱ مشارکت داشتند.